# Edin Džeko
Edin Džeko (Sarajevo, 17. ožujka 1986.) bosanskohercegovački je nogometaš koji trenutačno igra za Fiorentinu na poziciji napadača. Također nastupa za reprezentaciju Bosne i Hercegovine kao kapetan.

## Klupska karijera

### Rana karijera
Džeko svoju karijeru započinje u sarajevskom Željezničaru, gdje je igrao od 2003. do 2005. S 18 godina odlazi u Češku, gdje je za Teplice u jednoj sezoni odigrao 43 utakmice i postigao 16 golova. Na koncu sezone proglašen je za najboljeg stranca u češkoj ligi. Džekine odlične igre zapazio je Felix Magath i 2007. godine, u transferu vrijednom 4 milijuna eura odlazi u njemački VfL Wolfsburg.

### VfL Wolfsburg
Džeko je debitirao za Wolfsburg 5. kolovoza 2007. protiv Würzburgera u kup utakmici gdje je odigrao cijelu minutažu te postigao prvi pogodak. Šest dana kasnije je po prvi put zaigrao u Bundesligi protiv Arminije Bielefeld kad bilježi i prvu asistenciju. U sezoni 2007./08. je u 28 ligaških nastupa zabio osam golova i sedam puta asistirao. Nakon dobre sezone, Džeko i Wolfsburg su izborili peto mjesto na tablici, time i kvalifikacije za UEFA Kup 2008./09.
Sezone 2008./09. Džeko značajno napreduje, a to je bilo posebno vidljivo tijekom niza od 10 pobjeda od 7. veljače do 26. travnja 2009., u kojem je postigao 11 golova i jednom asistirao. 2. svibnja 2009. dolazi do prvog hat-tricka u utakmici protiv Hoffenheima, te to ponjavlja dva tjedna poslije, protiv Hannovera. Na kraju Džeko s Wolfsburgom osvaja Bundesligu, a s 26 postignutih pogodaka bio je drugi najbolji strijelac lige. 
Unatoč interesu Milana, Džeko odlučuje ostati, obnavljajućiugovor do lipnja 2013. Prvi pogodak u Ligi prvaka postigao je 30. rujna 2009. protiv Manchester Uniteda u porazu od 2:1 na Old Traffordu. U izboru France Footballa za najboljeg nogometaša svijeta 2009. Džeko je zauzeo 13 mjesto. U sezoni 2009./10. s 22 postignuta pogotka postao je najbolji strijelac Bundeslige.

### Manchester City
U siječnju 2011. godine, Džeko potpisuje ugovor s engleskim Manchester Cityjem. Odšteta je rekordna za njemačku Bundesligu, a iznosi 27,5 milijuna funti. Debi u dresu Manchester City-a je upisao 15. siječnja u 4:3 pobjedi protiv Wolvesa, bio je asistent kod trećeg gola. Osvaja FA Premier ligu s Manchester Cityjem 2012. i 2014. godine.

### Roma
Nakon četiri godine provedenih u Engleskoj, Džeko prelazi u talijansku Romu. 14. ožujka on postiže pobjedonosni gol protiv Šahtara u 52. minuti. Dne 15. prosinca 2019. godine. upisuje svoj jubilarni 200. nastup u dresu Rome u ligaškoj pobjedi protiv SPAL-a.

## Reprezentativna karijera
U kvalifikacijama za Svjetsko prvenstvo u Južnoafričkoj Republici 2010., za bosanskohercegovačku reprezentaciju Džeko je postigao 7 golova. U ožujku 2017. godine postigao je svoj 50. pogodak za reprezentaciju protiv Albanije. U pobjedi Bosne i Hercegovine nad Austrijom, Džeko je postao reprezentativni rekorder po broju nastupa u rujnu 2018. godine. U prvoj utakmici kvalifikacijskog ciklusa za EURO 2020., bosanskohercegovački reprezentativac odigrao je svoju 100. utakmicu za Zmajeve u pobjedi nad Armenijom.

## Vanjske poveznice
- Edin Džeko Fan Site  Arhivirana inačica izvorne stranice od 17. svibnja 2014. (Wayback Machine)
- Profil Edina Džeke
- Edin Dzeko  Arhivirana inačica izvorne stranice od 29. lipnja 2010. (Wayback Machine) – novosti, video i slike
- Intervju s Edinom Džekom, serijal Oni pobjeđuju, Al Jazeera Balkans, 9. 5. 2013.
- Razgovor s Edinom Džekom, serijal (Ne)uspjeh prvaka s Mariom Stanićem, 17. 8. 2023.